# Vaadimme metallia
Vaadimme metallia – drugi album fińskiego zespołu heavymetalowego Teräsbetoni, wydany w 2006 roku.

## Lista utworów
1. Vaadimme Metallia
2. Viimeinen Tuoppi
3. Älä Mene Metsään
4. Varmaan Kuolemaan
5. Kuninkaat
6. Saalistaja
7. Paha Silmä
8. Sotureille
9. Kotiinpalaaja
10. Aika on
11. Kirotut